# Ragnar Lidén
Ragnar Anders Lidén, född 24 januari 1880 i Järna församling, Kopparbergs län, död 7 mars 1969 i Västerleds församling, Stockholm, var en svensk fil dr. i geologi och byråingenjör.
Ragnar Lidén blev filosofie licentiat 1920 och biträdande sekreterare vid Statens Järnvägars geotekniska kommission 1913. År 1930 blev han byråingenjör där. Lidén deltog i Gerard De Geers geokronologiska undersökningar och utförde särskilt beräkningen för Ångermanälvens dalgång, där han bestämde den postglaciala tidens längd till cirka 8 700 år. Lidén utförde ett stort antal geotekniska utredningar av olika slag.
Lidén var under 1930-talet medlem i flera protyska och nazistiska organisationer, som Samfundet Manhem, Svensk Socialistisk Samling, Svenska Nationalsocialistiska Partiet, Svensk-Tyska Föreningen, Riksföreningen Sverige-Tyskland och prenumererade på den fascistiska Tidningen Nationen fram till 1940. Han var även en av stiftarna bakom den nazistiska tidskriften Dagens Eko som gavs ut 1940-1941.